# Kōsuke Nakamura
Kōsuke Nakamura (jap. 中村 航輔, Nakamura Kōsuke; * 27. Februar 1995 in Tokio) ist ein japanischer Fußballspieler.

## Karriere

### Verein
Nakamura spielte seit 2004 für den Kashiwa Reysol und gehört seit 2013 zum Profikader. 2014 spielte er dreimal in der J.League U-22 Selection. Diese Mannschaft, die in der dritten Liga, der J3 League, spielte, setzte sich aus den besten Nachwuchsspielern der höherklassigen Vereine zusammen. Das Team wurde mit Blick auf die Olympischen Sommerspiele 2016 in Rio de Janeiro gegründet. Die Auswahl der Spieler erfolgte auf wöchentlicher Basis aus einem Pool, für den jeder Verein förderungswürdige Talente benennen konnte; die Zusammensetzung der Mannschaft variierte daher sehr stark von Spiel zu Spiel. 2015 wurde er an Avispa Fukuoka ausgeliehen. 

### Nationalmannschaft
Mit der japanischen Nationalmannschaft qualifizierte er sich für die Olympischen Sommerspiele 2016.
Nakamura wurde 2017 in den Kader der japanischen Fußballnationalmannschaft berufen und kam bei der Fußball-Ostasienmeisterschaft 2017. Er wurde in den Kader der Weltmeisterschaft 2018 berufen. Er hat insgesamt vier Länderspiele für Japan bestritten.

## Auszeichnungen
- J. League Best XI: 2017